# Thảm sát ngã ba phố Hàng Bún – ngõ Yên Ninh
Thảm sát ngã ba phố Hàng Bún - ngõ Yên Ninh là một sự kiện phi nhân đạo xảy ra tại khu vực ngã ba phố Hàng Bún - ngõ Yên Ninh sáng 17 tháng 12 năm 1946. Trong sự kiện này, lính Pháp đã giết hại hơn 20 người dân thường không vũ trang, gồm cả phụ nữ, người già và trẻ em.

## Lịch sử
Vào tháng 12 năm 1946, chính phủ Pháp trao tối hậu thư cho chính phủ Việt Nam đòi tước khí giới Vệ quốc đoàn nhằm chuẩn bị phát động chiến tranh. Đồng thời, để thăm dò thực lực quân chính quy Việt Nam, bộ tổng tham mưu Pháp sai các toán lính dù thuộc Trung đoàn dù số 1 (1er régiment de chasseurs parachutistes - 1er RCP), dưới sự yểm trợ của chiến xa và xe quân sự các loại thường xuyên ra đường phá công sự và bắt giết thường dân hòng kích bác phía Việt Nam nổ súng trước.
Ngày 16 tháng 12 năm 1946, một xe tải chở lính Pháp ngang qua phố Hàng Bún (rue de Vermicelles) bắn chết một tự vệ đứng canh và bắt cóc một chiến sĩ khác đem đi. Sớm hôm sau, 17 tháng 12, phía Pháp lại điều một trung đội có chiến xa và thiết giáp xa yểm trợ, lùa bắt dân thường rồi xả súng bừa bãi, bắn giết người dân ở phố rồi phóng hỏa đốt trụi hai dãy nhà.
Ngay khi vụ thảm sát xảy ra, một vài người dân cùng tự vệ khu phố cũng kịp tập hợp lại chống trả, buộc quân Pháp phải tạm lui vào thành. Đến khi quân Pháp đem viện binh quay lại thì tự vệ đã kéo đến đông hơn. Vì vậy, sau một hồi chạm súng quyết liệt, quân Pháp lại phải rút vào Thành, không kịp thực hiện ý đồ san phẳng cả phố.
Phía Việt Nam ngay lập tức lên án tội ác của quân Pháp. Ngày 18 tháng 12, Thứ trưởng Ngoại giao Hoàng Minh Giám mời cả Lãnh sự Anh và Tổng lãnh sự Trung Hoa Dân quốc đến chứng kiến hiện trường vụ thảm sát, nhằm bày tỏ sự phẫn nộ của phía Việt Nam. Tuy nhiên, tình hình đã quá căng thẳng. Chỉ một ngày sau đó, Kháng chiến toàn quốc bùng nổ, khởi đầu cuộc Chiến tranh Đông Dương khốc liệt.

## Ảnh hưởng
Vụ thảm sát mặc dù gây thương vong kinh hoàng cho thường dân, trái tinh thần Tạm ước 14 tháng 09 nhưng đánh dấu cuộc chạm súng công khai và sòng phẳng giữa Tự vệ thành Hoàng Diệu với Quân viễn chinh Pháp. Sự kiện cũng có ý nghĩa khích lệ tinh thần kháng chiến trong cán bộ chiến sĩ Việt Minh tham gia Chiến dịch Hà Nội đông xuân 1946-7.
Ngày nay, tại khu vực ngã ba phố Hàng Bún - ngõ Yên Ninh có tấm bia đề lạc khoản : "Khắc sâu căm thù. Nơi đây thực dân Pháp đã tàn sát đồng bào ta, mở đầu cuộc gây hấn của chúng ở thủ đô Hà Nội ngày 17/12/1946".